# Sân vận động Nakivubo
Sân vận động Tưởng niệm Chiến tranh Nakivubo (tiếng Anh: Nakivubo War Memorial Stadium), thường được gọi là Sân vận động Nakivubo, là một sân vận động đa năng ở Kampala, Uganda. Sân được sử dụng chủ yếu cho các trận đấu bóng đá. Đây là sân nhà của SC Villa. Sau khi được cải tạo năm 2013, sân vận động có sức chứa 30.000 người.